# Carlo Ludovico Ragghianti
Carlo Ludovico Ragghianti (Lucca, 18 marzo 1910 – Firenze, 3 agosto 1987) è stato uno storico dell'arte, critico d'arte, politico, critico cinematografico, antifascista e partigiano italiano.

## Biografia

### La formazione e la prima attività
Nel 1927, quando frequenta la terza classe del liceo a Firenze, conosce Eugenio Montale, che gli fa scoprire e leggere le opere di James Joyce. Successivamente, nell'ambiente della Scuola Normale e dell'Università di Pisa, si dedica alla storia dell'arte sotto la guida di Matteo Marangoni, protagonista del metodo figurativo puro della critica d'arte.
La sua formazione estetica è segnata dall'incontro con il pensiero di Henri Bergson e di Benedetto Croce e dalla conoscenza della teoria della "pura visibilità"; in seguito approfondisce le idee di Konrad Fiedler, Alois Riegl e Julius von Schlosser.
La sua tesi di laurea sui Carracci contiene importanti spunti teoretici, tanto da suscitare l'attenzione di Croce, che ne pubblica un estratto sulla rivista "La Critica" (1933). Il suo studio sul Vasari è presentato all'Accademia dei Lincei da Giovanni Gentile.
I saggi giovanili sul cinema e sullo spettacolo come forme dell'arte figurativa, Cinematografo e teatro e Cinematografo rigoroso (entrambi del 1933), lo pongono tra i primi studiosi a occuparsi in tal senso dell'argomento; sulla base di una distinzione tra i linguaggi, questi contributi fondano una critica dello spettacolo rivolta prevalentemente ai suoi aspetti visivi, ricercandone anche i precedenti storici.
Nel 1935 Ragghianti fonda – insieme a Ranuccio Bianchi Bandinelli, e grazie all'interessamento di Giovanni Gentile – la rivista "Critica d'Arte", alla cui direzione collaborerà per poco anche Roberto Longhi: è la più significativa rivista del periodo, che intende promuovere un rinnovamento estetico e metodologico degli studi storico-artistici.
Nel febbraio del 1937 conosce Licia Collobi, allora a Roma con una borsa triennale di perfezionamento all'Istituto di Archeologia e Storia dell'arte. I due si sposeranno il 30 novembre 1938 a Firenze.

### L'impegno politico
Fervente antifascista fin dai banchi del liceo, a partire dal 1934, grazie anche agli studi che lo portano a viaggiare molto nel Paese, Ragghianti assume un ruolo importante nel ritessere i collegamenti tra i nuclei dell'opposizione liberale, democratica e socialista. Stabilisce infatti relazioni politiche con Ugo La Malfa, con Ferruccio Parri e con gli ambienti torinesi gobettiani e di "Giustizia e Libertà" (movimento al quale egli stesso si richiama), e ne favorisce l'incontro con i liberalsocialisti di Aldo Capitini e Guido Calogero. Lungo questo percorso Ragghianti diviene uno dei fondatori del Partito d'Azione, del quale redige, nel dicembre del 1941, il primo documento programmatico, i cosiddetti Sette punti, approvati nel luglio del 1942. Frattanto, nel mese di marzo, Ragghianti è arrestato a Modena, dove il regime gli aveva imposto il soggiorno obbligato dal 1940. L'iniziale condanna al confino è commutata in ammonizione, ma nell'aprile del 1943 è nuovamente imprigionato; denunciato al Tribunale speciale, è liberato il 26 luglio 1943.
Posto alla guida del Comitato militare incaricato di organizzare la Resistenza azionista in Toscana, è fondatore delle Brigate Rosselli, di cui ha il comando fino al giugno del 1944, quando cede l'incarico a Nello Niccoli, mantenendo però il ruolo di commissario di guerra. In agosto assume la presidenza del Comitato di Liberazione Nazionale toscano e guida il governo provvisorio che dirige l'insurrezione contro i nazifascisti a Firenze, liberata l'11 agosto 1944.
Sottosegretario alla Pubblica istruzione – con delega alle Belle arti e allo Spettacolo – nel governo Parri (1945), prende provvedimenti incisivi per la ricostruzione del patrimonio artistico nazionale e avvia importanti interventi. Durante il primo congresso nazionale del Partito d'Azione, nel febbraio del 1946, è con la minoranza che lascia il partito, e segue Parri e La Malfa nel Movimento della democrazia repubblicana. Dopo le elezioni dell'aprile del 1948 prosegue il proprio impegno politico soprattutto in ambito culturale.

### L'impegno culturale nel dopoguerra

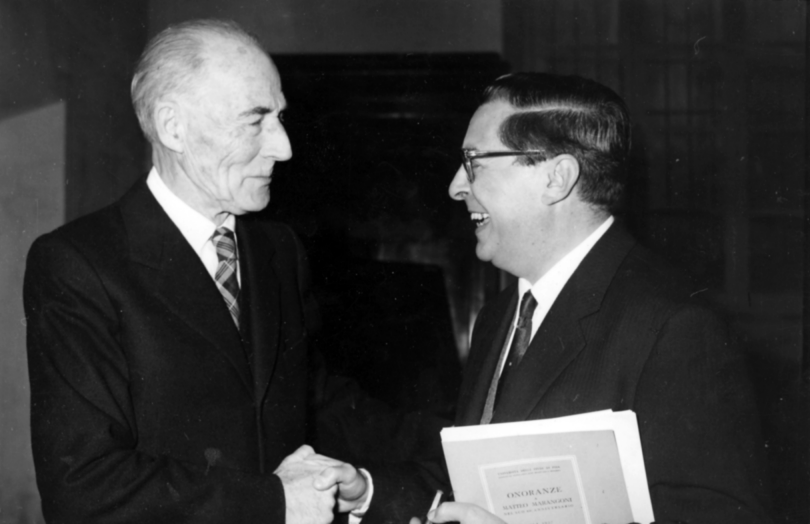
Ragghianti (sulla destra) assieme a Matteo Marangoni nel 1955.

Dopo la crisi e lo scioglimento del Partito d'Azione, Ragghianti torna alla vita universitaria ed è nominato professore di ruolo a Pisa, dove succede al suo maestro Matteo Marangoni. Vi insegnerà dal 1948 al 1972.
Con la costante e infaticabile collaborazione della moglie Licia Collobi e il sostegno di Adriano Olivetti fonda nel 1952 – e dirige fino al 1965 – la rivista di cultura e divulgazione artistica "seleArte". Arrivando a oltre cinquantamila copie distribuite in Italia e all'estero, il periodico diventa un punto di riferimento nell'orientare il grande pubblico verso l'interesse per l'arte, suscitando una capillare attenzione per i molteplici fenomeni del mondo figurativo. Negli stessi anni nasce la maggior parte dei suoi 21 critofilm (realizzati tra il 1948 e il 1964), in particolare i diciotto della "seleArte cinematografica", nati con il supporto di Olivetti. Con essi Ragghianti fa del mezzo cinematografico un efficace strumento di indagine critica e di divulgazione, cercando di ricostruire e restituire i percorsi visivi e formali delle opere degli artisti trattati.
La sua partecipazione alla vita politica si esprime anche attraverso una rivista ("Criterio", 1957-1958) ispirata ai valori delle componenti democratiche e progressiste della Resistenza, ma consisterà soprattutto in memorabili campagne d'opinione, come quelle per la laicità della scuola pubblica, per l'autonomia dell'università e per un'efficace tutela del patrimonio artistico e architettonico delle città italiane. Nel 1966, dopo la disastrosa alluvione di Firenze, fu l'anima delle iniziative internazionali volte al risarcimento dei danni subìti dal patrimonio culturale.
La varietà di interessi di Ragghianti si manifesta nei suoi studi, dai libri ai moltissimi contributi – finalizzati a creare una diffusa coscienza delle dimensioni e dell'articolazione dell'universo figurativo – pubblicati in buona misura su "seleArte" e su "Critica d'Arte", che Ragghianti continuerà a dirigere fino alla morte.

### L'insegnamento
Nell'istituto universitario pisano da lui diretto Ragghianti, insieme con un folto gruppo di collaboratori, crea un modello originale di formazione di esperti nelle arti figurative, coniugando la riflessione teorica, l'indagine sulle raccolte museali, i campi più tradizionali della disciplina e altri ambiti solitamente trascurati, come l'urbanistica, le arti industriali, lo spettacolo, il cinema e le forme artistiche di civiltà lontane nel tempo e nello spazio.
In seguito alle contestazioni studentesche del Sessantotto avvia un progressivo distacco dal mondo accademico. Parallelamente fonda l'Università Internazionale dell'Arte (U.I.A.) di Firenze, un'istituzione mirante alla creazione di alte professionalità nel campo dello studio e della tutela dei beni culturali.

### La produzione scientifica
Nella produzione di Ragghianti, multiforme ma accomunata dall'originale metodo da lui elaborato, emergono alcuni filoni principali: da una parte le riflessioni di filosofia dell'arte, tese a ricostruire il progressivo chiarirsi storico dei problemi nelle sfaccettature che essi assumono nel confronto continuo con le altrui riflessioni e con l'esercizio critico militante. I contributi in tal senso sono successivamente raccolti in libri come L'arte e la critica (1951), Il pungolo dell'arte (1956), Diario critico (1957), Arte, fare e vedere (1974 e 1986), Arte essere vivente (1984), La critica della forma (1986) e la monumentale opera in tre volumi Arti della visione (1975, 1976, 1979), sintesi delle sue ricerche sul cinema, sullo spettacolo teatrale e sulla filosofia dell'arte.
All'ambito della teoria e della metodologia dell'arte appartengono i libri Commenti di critica d'arte (1946) e Profilo della critica d'arte in Italia (1948), mentre il catalogo Arte moderna in Italia 1915-1935 (1967) costituisce una ricostruzione storico-filologica di un periodo fino allora trascurato, e Impressionismo (1944, seconda edizione 1947), Giacomo Manzù, scultore (1957) e Mondrian e l'arte del XX secolo (Premio Viareggio 1962) sono esempi di interpretazione dell'arte contemporanea.
Ragghianti affrontò molti temi differenti, portando ovunque prospettive nuove suscitate dalla sua originale apertura metodologica. Così, in Pittori di Pompei (1963) sono affrontati i problemi del rapporto tra originali e copie nell'arte classica e dell'autonomia dell'arte romana rispetto a quella greca, mentre in L'uomo cosciente. Arte e conoscenza nella paleostoria (1981) il problema della valutazione dei manufatti artistici preistorici è connesso a quello del sorgere della coscienza umana. L'imponente serie di studi di sistemazione critica e filologica confluisce in opere come Pittura del Dugento a Firenze (1957), Medioevo europeo (1978), nei volumi de L'arte in Italia (1968-1969), nei libri Filippo Brunelleschi. Un uomo un universo (1977) e Periplo del Greco (1987), o nelle più brevi o incompiute monografie su Michelangelo, su Caravaggio e su molti altri artisti, volte a ricostruire il contributo con cui gli artisti partecipano alla costruzione della storia. Su questo piano, una realizzazione esemplare è il già citato Mondrian e l'arte del XX secolo (1962), che indaga il nesso fra tradizione e innovazione nelle avanguardie storiche d'inizio Novecento.
Memorabili, nel far conoscere alla cultura italiana fenomeni che essa ignorava o sottovalutava, furono alcune grandi mostre organizzate da Ragghianti, soprattutto negli anni Cinquanta e Sessanta a Firenze: a titolo d'esempio, quelle dedicate a grandi maestri dell'architettura del Novecento (su Frank Lloyd Wright nel 1951, su Le Corbusier nel 1963, su Alvar Aalto nel 1965).
La dedizione al dovere sociale della cultura è un'altra parte essenziale della personalità di Ragghianti, cui si devono contributi e interventi concernenti le riforme degli enti di cultura pubblica e dell'università, le leggi sulla tutela dei beni artistici, la radiotelevisione, la scuola, l'educazione artistica, l'urbanistica, l'introduzione dell'insegnamento della storia del cinema. Di tali questioni si occupò anche come esponente o presidente di enti e associazioni quali la Società Italiana per l'Archeologia e la Storia dell'arte e l'ADESSPI (Associazione Difesa e Sviluppo della Scuola Pubblica Italiana), di cui diresse dal 1959 al 1962 l'organo di stampa "Scuola e Costituzione". Uno dei concreti risultati conseguiti fu l'istituzione della scuola media unica obbligatoria.

### La creazione di istituzioni d'arte e cultura
Ragghianti fondò e promosse molte istituzioni di cultura: l'Istituto Italiano di Storia dell'Arte e la Raccolta nazionale di Disegni e Stampe di Pisa; la Strozzina a Firenze, galleria d'arte di interesse pubblico (1949-1966); il nucleo fondamentale del museo d'arte contemporanea di Firenze (iniziato con l'acquisizione della collezione di Alberto della Ragione e con le donazioni degli artisti chiamati ad integrare il patrimonio della città danneggiato dall'alluvione); la già ricordata Università Internazionale dell'Arte (1969); fino alla nascita del Centro Studi sull'Arte Licia e Carlo Ludovico Ragghianti, cui lasciò la propria biblioteca, fototeca e archivio.

## Omaggi
- Gli sono state intitolate due vie: una a Firenze e una a Pisa, in località Ospedaletto.

## Curiosità
- Fu membro della giuria alla 16ª Mostra internazionale d'arte cinematografica di Venezia.

## Opere
- Carlo Ludovico Ragghianti, Arte Essere Vivente dal diario critico 1982, Firenze, Edizioni Pananti, 1984, SBN CFI0052095.